# SV Real Rincon
SV Real Rincon – klub piłkarski z Bonaire z siedzibą we wsi Rincon.

## Osiągnięcia
- Bonaire League

Mistrzostwo: 1997, 2003, 2004, 2014, 2017, 2018